# Kill
Kill er en dansk kortfilm fra 2011, instrueret af Christoffer Boe og Ingvar Cronhammar.

## Handling
Alle billeder i "Kill" er stiliserede, hvilket giver filmen et uvirkeligt skær. Det drømmeagtige understreges ved brug af slowmotion og den overdrevne lydside, hvor ulvens poter rammer skovbunden med dumpe brag. Der er ekstrem fokus på detaljer - en lastbils hjulkapsler, en ulvs tunge, en transformators stempler og en trucks sorte dæk mod asfalten. Filmen består af billedkompositioner, opbygget af maskinelle elementer, som vi ikke normalt forbinder med skønhed. Filmen starter i skoven, hvor alt ånder fred og idyl. Den summende lyd af en transformator, der tændes og de blanke cylindre, der begynder at arbejde. Et sted i mørket sætter en kæmpemæssig truck langsomt i bevægelse. Langsomt intensiveres tempo og lydniveau hen mod det uundgåelige klimaks, hvor ulven ser ind i lastbilens lysende forlygter.